# Louis Bauermeister
Louis Bauermeister (* 5. August 1839 auf Gut Richnau, Kreis Thorn; † 21. Juni 1927 in Zscherndorf; vollständiger Name: Johann Louis Adolph Bauermeister) war ein deutscher Unternehmer und Politiker sowie Rittergutsbesitzer.

## Leben

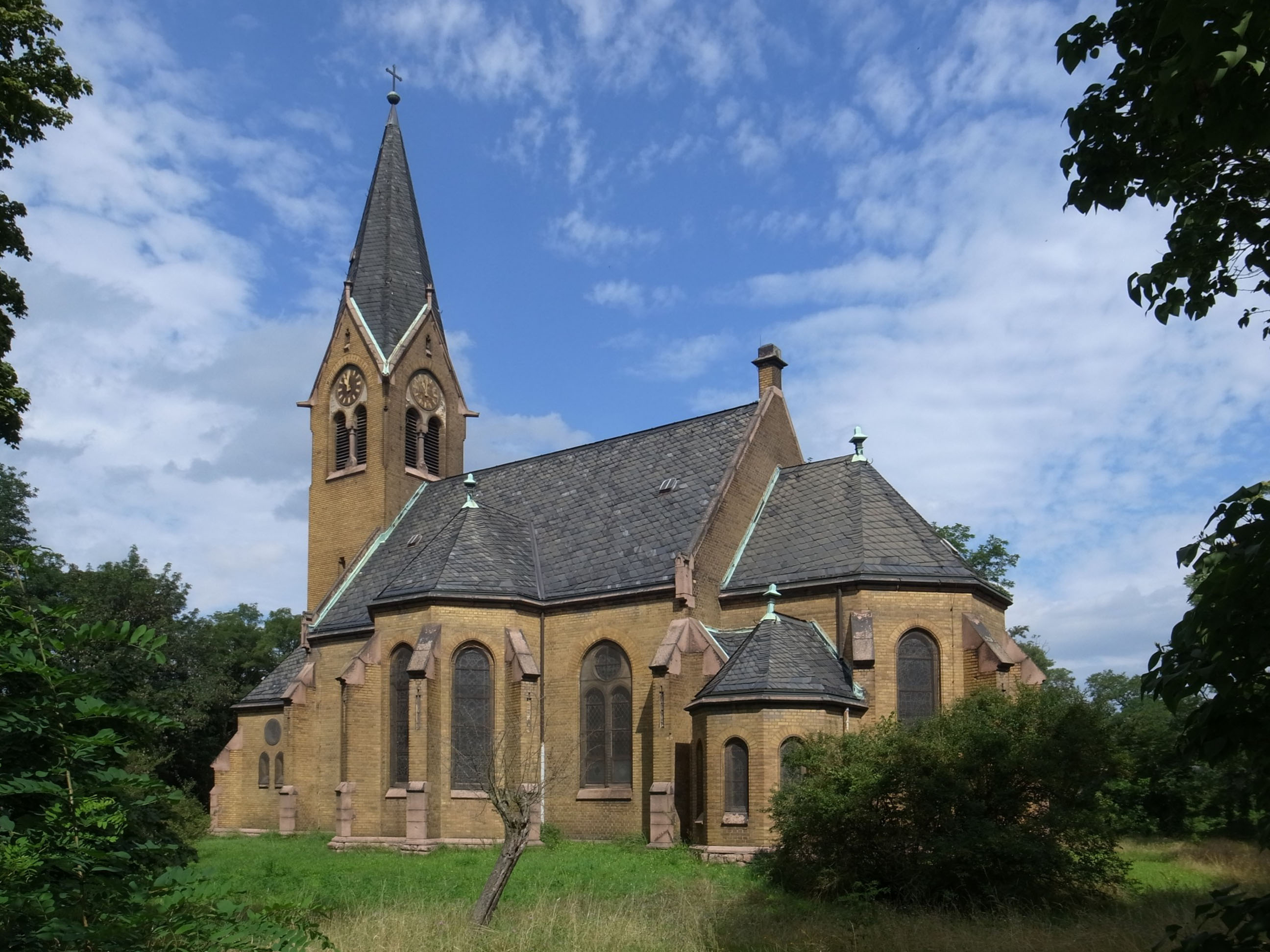
Bauermeister-Gedächtniskirche in Bitterfeld (2014)

Bauermeister besuchte von 1850 bis 1857 das Realgymnasium in Halle (Saale). Nach Ableisten seines Wehrdiensts als Einjährig-Freiwilliger und Teilnahme am Deutsch-Französischen Krieg übernahm er 1871 den väterlichen Bergbaubetrieb Deutsche Grube. Diese Grube förderte seit den 1840er Jahren Braunkohle und Ziegelton, sie wurde ab 1907 in der Rechtsform einer Aktiengesellschaft mit Sitz in Zscherndorf bei Bitterfeld geführt.
Unter Bauermeisters Leitung entwickelte sich die Deutsche Grube zu einem der größten Abbaubetriebe im Bitterfelder Bergbaurevier. Mit der Veredelung der Braunkohle in neu errichteten Brikettfabriken ab 1871 steigerte Bauermeister den überregionalen Absatz. Den ebenfalls abgebauten Ton nutzte er als Rohstoff für Ziegeleien und seit 1886 für eine Tonröhrenfabrikation. Mit der Gründung des Salzbergwerks Neu-Staßfurt 1899 und der Chemische Werke Zscherndorf GmbH 1903 wurde Bauermeister einer der Mitbegründer der chemischen Industrie in Bitterfeld, von deren sprunghaftem Wachstum um die Jahrhundertwende er als Rohstofflieferant profitierte. Durch sein soziales Engagement für seine Belegschaft entstand die Arbeiterwohnsiedlung „Deutsche Grube“ am Westrand Bitterfelds mit einer Schule und einer Kirche, die nach seinem Tod als Bauermeister-Gedächtniskirche bezeichnet wurde. Bauermeister war auch einer der Pioniere des Bergbaus im Lausitzer Braunkohlerevier mit der Gründung einer Grube bei Schwarzheide, auch wenn diese aufgrund hohen Grundwasserzustroms nicht lange Bestand hatte. 1918 verkaufte er die Deutsche Grube an die Agfa, die im nahen Wolfen ihre Filmfabrik betrieb.
Ab 1886 war Louis Bauermeister Mitglied des Vereins Deutscher Ingenieure und des Thüringer Bezirksvereins des VDI.

## Abgeordneter
Zwischen 1893 und 1912 war Bauermeister Mitglied des Deutschen Reichstags für den Wahlkreis Bitterfeld/Delitzsch, den er in vier aufeinander folgenden Wahlen gewann. Er gehörte der Fraktion der Deutschen Reichspartei an. Bauermeister war seit 1872 Amtsvorsteher des Amtes Sandersdorf und Mitglied des Kreistags Bitterfeld.